# سبلايم
سُبلايم (بالإنجليزية: Sublime) كانت فرقة موسيقية أميركية من نوع سكا من لونغ بيتش بولاية كاليفورنيا. الفرقة تشكلت سنة 1988 وأعضاؤها الذين لم يتغيروا حتى تفككها هم بْرَادْلِي نُوّلْ (Bradley Nowell؛ الغناء والقيثارة) وأَرِكْ وِلْسَنْ (Eric Wilson؛ قيثارة البيس) وبُدْ غَا (Bud Gaugh؛ الطبول). "لو داغ" (Lou Dog)، كلب نُوّل الدلماسي كان جالب حظ الفرقة. نُوّل مات بجرعة هيروين زائدة في 1996، ما أسفر عن افتراق الفرقة. في 1997، صدرت أغاني سجلت قبل وفاة نُوّل مثل "وات أي غوت" و"سانتريا" وأيبرل 29، 1992 (ميامي)" للراديو الأميركي.

## تسجيلات
- 40oz. to Freedom (1992)
- Robbin' the Hood (1994)
- Sublime (1996)

## روابط خارجية
- سبلايم على موقع IMDb (الإنجليزية)
- سبلايم على موقع ميوزك برينز (الإنجليزية)
- سبلايم على موقع رولينغ ستون (الإنجليزية)
- سبلايم على موقع أول ميوزيك (الإنجليزية)
- سبلايم على موقع ديسكوغز (الإنجليزية)
- سبلايم على موقع قاعدة بيانات الفيلم (الإنجليزية)